# Nabu-Baladã
Nabu-Baladã ou Nebo-Baladã (em acádio: Nábû-apla-iddina; romaniz.: Nabu-apla-iddina; "Nabu (Nebo) ofereceu um filho") foi o quinto rei da Nona Dinastia da Babilônia (conhecida como "Dinastia incerta") já sucedendo seu pai Nabusumauquim I. Ele reinou por volta de 888 a.C. até 855 a.C. e foi sucedido por seu filho Marduquezaquirsumi I.    

## Biografia
Nabu-Baladã manteve paz sobre a Babilônia, assim como seu pai havia garantido, e ele só não fez paz com a cidade, mas com o novo rei assírio Salmanaser III. Antes disso, o rei babilônico tinha que enfrentar um rival significativo, o rei Assurnasirpal II da Assíria, mas foi capaz de evitar o confronto direto, e evitou perdas territoriais. 
Internamente, Nabu-Baladã trabalhou na reconstrução dos templos e ocorreu um reavivamento literário, com a cópia de muitas obras antigas.
Forneceu tropas ao estado de Suru, no vale do rio Eufrates, como parte de uma revolta em 878 a.C. contra Assurnasirpal II. O governador da fortaleza de Suru recusou-se a prestar o tributo assírio, provocando sua ira. O próprio irmão de Nabu-Baladã, Zabidanu, e o adivinho Belaplidina lideraram o exército de 3.000 homens, que foram derrotados e feitos prisioneiros. Embora o rei Assurnasirpal afirmasse ter conquistado as fortalezas fronteiriças de Hirimu e Harutu, em suas inscrições, isso pode ser uma repetição das campanhas de seu pai, Tuculti-Ninurta II.
Durante seu reinado, houve uma mudança de moda, por exemplo, na coroa de penas, que é substituída por uma cúpula pontiaguda, como o cocar do rei.
| Antecessor: Nabusumauquim I | Rei da Babilônia: 32 anos | Sucessor: Marduquezaquirsumi I |